# 도카이도선 (나고야 지구)
도카이도 선(일본어: 東海道線)은 도카이 여객철도(JR 도카이)가 관할하는 도카이도 본선 구간 중 나고야 도시권을 포함하는 아이치현 도요하시시의 도요하시역과 시가현 마이바라시의 마이바라역 그리고 기후현 오가키시의 오가키역과 미노아카사카역을 잇는 지선(통칭 미노아카사카 선(일본어: 美濃赤坂線)을 포함하는 도카이도 본선의 운행 계통의 통칭이다.

## 개요
이 지구의 도카이도 본선은 나고야 도시권을 중심으로 하여 나고야시로부터 남북으로 뻗어나가는 형태로 아이치현을 종관하며, 동쪽으로는 미카와 지방을 거쳐 도요하시시로, 서쪽으로는 아이치 현의 니시오와리로부터 기후현의 기후 지구·세이노 지역을 거쳐 시가현 고토 지역에 이른다.
도요하시 - 기후 구간에서는 나고야 철도(메이테쓰)의 나고야 본선과 경합하고 있다. 이에 대항하기 위해 쾌속열차가 다수 운행되고 있다. 이 구간의 보통열차는 고도성장시대에는 기본적으로 장거리 열차 우선이었으며 운행 편수도 시간당 한두편 정도여서, 지역 내의 도시간 운송에 대해서는 대부분 고비가 없는 시작표가 되어 있었다. 그런 JR 도카이의 전신인 일본국유철도(국철)의 적자가 누적되면서 장거리 운송으로부터 도시간 운송을 주안으로 하게 되었고, 분할 민영화 결정 후, 이 구간도 대도시 근교형 운송 서비스의 향상을 그리게 되었다.
도요하시 - 세키가하라 구간에서는 IC 카드인 TOICA의 사용이 가능하다.

## 운행 형태
| 역명 | 구쾌 | 쾌속 | 신쾌 | 특쾌 | 라 |
| --- | ---- | ---- | ---- | ---- | -- |
| 도요하시 | ●    | ●    | ●    | ●    | ●  |
| 니시코자카이 | ●    | ｜   | ｜   | ｜   | ｜ |
| 아이치미토 | ●    | ｜   | ｜   | ｜   | ｜ |
| 미카와오쓰카 | ●    | ｜   | △    | ｜   | ｜ |
| 미카와미야 | ●    | ▲    | ▲    | ｜   | ｜ |
| 가마고리 | ●    | ●    | ●    | ●    | ●  |
| 미카와시오쓰 | ●    | ｜   | ｜   | ｜   | ｜ |
| 산가네 | ●    | ｜   | ｜   | ｜   | ｜ |
| 고다 | ●    | ▲    | ▲    | ｜   | ｜ |
| 오카자키 | ●    | ●    | ●    | ●    | ●  |
| 니시오카자키 | ｜   | ｜   | ｜   | ｜   | ｜ |
| 안조 | ●    | ●    | ●    | ●    | ●  |
| 미카와안조 | ｜   | ｜   | ｜   | ｜   | ｜ |
| 히가시카리야 | ｜   | ｜   | ｜   | ｜   | ｜ |
| 노다신마치 | ｜   | ｜   | ｜   | ｜   | ｜ |
| 가리야 | ●    | ●    | ●    | ●    | ●  |
| 아이즈마 | ｜   | ｜   | ｜   | ｜   | ｜ |
| 오부 | ●    | ●    | ●    | ｜   | ●  |
| 교와 | ●    | ●    | ｜   | ｜   | ｜ |
| 미나미오다카 | ｜   | ｜   | ｜   | ｜   | ｜ |
| 오다카 | ｜   | ｜   | ｜   | ｜   | ｜ |
| 가사데라 | ｜   | ｜   | ｜   | ｜   | ｜ |
| 아쓰타 | ｜   | ｜   | ｜   | ｜   | ｜ |
| 가나야마 | ●    | ●    | ●    | ●    | ●  |
| 오토바시 | ｜   | ｜   | ｜   | ｜   | ｜ |
| 나고야 | ●    | ●    | ●    | ●    | ●  |
| 비와지마 | ｜   | ｜   | ｜   | ｜   | ｜ |
| 기요스 | ｜   | ｜   | ｜   | ｜   | ｜ |
| 이나자와 | ｜   | ▲    | ｜   | ｜   | ｜ |
| 오와리이치노미야 | ●    | ●    | ●    | ●    | ●  |
| 기소가와 | ｜   | ｜   | ｜   | ｜   | ｜ |
| 기후 | ●    | ●    | ●    | ●    | ●  |
| 니시기후 | ●    | ●    | ●    | ●    | ｜ |
| 호즈미 | ●    | ●    | ●    | ●    | ●  |
| 오가키 | ●    | ●    | ●    | ●    | ●  |
| 다루이 | ●    | ●    | ●    | ●    | ●  |
| 세키가하라 | ●    | ●    | ●    | ●    | ●  |
| 가시와바라 | ●    | ●    | ●    | ●    |    |
| 오미나가오카 | ●    | ●    | ●    | ●    |    |
| 사메가이 | ●    | ●    | ●    | ●    |    |
| 마이바라 | ●    | ●    | ●    | ●    |    |
| 범례 - ▲ = 일부 열차만 정차 - △ 토·휴일에만 일부 열차 정차 - 구쾌 = 구간쾌속 - 신쾌 = 신쾌속 - 특쾌 = 특별쾌속 - 라 = 홈 라이너 |      |      |      |      |    |

도요하시 - 오가키 구간에서는 우등 열차 외에 특별쾌속·신쾌속·쾌속·구간쾌속·보통열차가 운행되고 있다. 각 쾌속 열차의 나고야 역 이동의 정차역 수의 차이는 1-2역 정도이다. 이른 아침이나 심야 시간대에는 운행 중에 종별이 변하는 열차도 있다.
1999년 12월이 시각표 개정 이전, 쾌속·신캐속의 쾌속 운전(일부 역을 제외하고 정차함)구간은 도요하시 - 오가키 구간이었지만, 같은 시각표 개정 이후에는 기후 - 오가키 구간에서 낮 중의 보통 운전이 없고 대신 각 쾌속 열차가 각 역에 정차하는 식으로 되어 있다.

### 우등 열차·장거리 열차
낮 시간대의 특급은 나고야 역 이동(도요하시 측)에서는 운전되지 않고, 나고야 역 이서(기후 측)에서는 기후 역부터 다카야마 본선에 직통하는 히다가 10왕복, 마이바라 역부터 호쿠리쿠 본선에 직통하는 시라사기가 8왕복, 주오 본선으로부터 오사카 방면으로 직통하는 시나노가 1왕복 운전되고 있다. 또한 히다 중 1왕복은 기후 역에서는 나고야 착발 열차와 오사카 착발 열차와 분할 및 병결을 실시하고 있다.
나고야 역 이동에서 임시 특급이 운행하는 경우, 열차는 특별쾌속의 정차역에 정차하는 경우가 많다. 과거에 도요하시 착발의 이다선 특급 이나지가 오가키역까지 임시 연장 운전하였던 때에도 특별쾌속의 정차역에 정차하였었다.
야행 열차는 현재 침대특급 선라이즈 이즈모·세토가 1왕복 운전되고 있지만, 도요하시 - 마이바라 구간 중의 정차역은 설정되어 있지 않다. 과거에는 나고야·기후에도 정차하는 심태 특급이 운전되었었다. 또한 임시 열차로 도쿄 - 오가키 구간을 운행하는 쾌속 문라이트 나가라가 다객기를 중심으로 운전되고 있다. 이 쪽은 2009년 3월의 시각표 개정 전까지는 정기 열차로 운행되었던 때도 있었다.

### 홈 라이너
좌석 지정제로 운영되는 홈 라이너는 홈 라이너 도요하시와 홈 라이너 오가키·홈 라이너 세키가하라의 3종류가 운행되고 있다.
아침의 통근 시간대에는 오가키 발 도요하시 행인 홈 라이너 도요하시 2호(토·휴일 32호)·4호(토·휴일 운휴)가 운전되고 있다. 373계 전동차가 충당되고 있으며, 전부 3량 편성으로 도요하시 역 도착 후에는 이다선의 특급 이나지로 충당되고 있다. 또한 오가키 발 나고야 행인 홈 라이너 오가키 2호(토·휴일 32호)·4호(토·휴일 운휴)가 설정되어 있으며, 373계 외에도 특급 시라사기로 운용되는 서일본 여객철도(JR 서일본)의 683계 전동차 2000번대가 충당되고 있다.
야간에는 도요하시 발 오가키 행인 홈 라이너 오가키 1호(토·휴일 31호)와 나고야 발 세키가하라 행인 홈 라이너 세키가하라 1·3호(평일에만 운전)이 운행되고 있다. 홈 라이너 세키가하라는 JR 서일본의 683계 2000번대가 사용되고 있다.
전차 그린샤가 연결되고 있지 않은 373계를 제외한 그린샤도 설정되어 있으나, 그린권을 구입하지 않아도 이용이 가능하다(승차정리권은 불필요).

### 특별쾌속
1992년 12월의 시각표 개정 당시에 신쾌속보다도 정차역이 적은 열차 종별이 신설되었다. 신쾌속과는 다르게 신쾌속이 정차하는 오부역을 통과한다는 점이 있다. 당초 열차의 표시는 황색지에 하얀색 문자로 쓰여 있었으나, 알아보기 불편하다는 점이 있어 황색지에 검은 문자로 변경하였다.
러시 아워 시간대를 중심으로 운행되고 있으나, 평일 시각표와 토휴일 시각표의 운전 시간대가 다르다. 운전 구간은 오가키 - 도요하시 구간을 기본으로 하나, 마이바라역이나 하마마쓰역까지 운전하는 열차도 있다. 2006년 10월 시각표 개정까지는 이다선의 신시로역이나 혼나가시노역까지 운행하는 열차도 있었다(이다선 내에는 후나마치 역과 시모지 역을 통과하고 고사카이 역 이후로는 각역에 정차하였다).
차량은 313계 전동차(3비차, 전환식 크로스시트를 설비한 0번대부터 5000번대)의 6량 편성으로의 운전이 주체지만 8량 편성의 운용도 있다. 설정 당초에는 311계로의 정기 운용도 존재했었다.

### 신쾌속
통상의 쾌속보다도 빠른 타입의 열차로서 국철의 민영화 이후에 신설된 열차 종별이다. 대부분이 하루 종일에 걸쳐 운전되며, 주간에는 속달 열차의 역할을 맡는다. 운전 구간이나 사용 차량은 특별 쾌속과 대부분 같다. 한편 평일 저녁 이후를 중심으로 고다역이나 미카와미야역에 정차하는 열차도 있다. 토요일이나 공휴일에는 미카와오쓰카역에 정차하는 열차도 있다. 낮에는 신쾌속과 쾌속간의 상호 운전이 이루어지며, 러시 아워 시간대에는 쾌속의 대체 역할을 수행한다.
차량은 원칙적으로 313계(낮에는 5000번대가 주체이나, 러시 아워 시간대에는 0번대도 많다)6량 편성으로 운전되나, 통근 시간대에는 8량 편성으로도 운전된다. 평일 아침이나 저녁에는 117계 전동차(2비차, 전환식 크로스시트 구비)나 211계 전동차(0번대, 3비차, 박스식 세미 크로스시트 구비로 신쾌속에는 평일 아침에 오카자키 발 나고야 행 1편에만 사용된다), 이른 아침에는 311계 전동차(3비차, 전환식 크로스시트 구비)가 운용되기도 한다.

### 쾌속
주요역에만 정차한다. 낮 시간대의 열차(도요하시 - 오가키 구간)은 신쾌속의 보완적인 색깔이 강하다. 운전 구간이나 사용 차량은 특별쾌속이나 신쾌속과 대부분 비슷하다. 신쾌속의 정차역 이외에도 교와역에 정차하며, 이카와미야 역과 고다 역에는 어느 방향이든지 한 편이 일방적으로 정차한다.(30분 간격으로 상호 운전)
러시 아워 시간대에는 가나야마 - 마이바라(일부는 기후 발착도 있다)구간의 쾌속이 설정되어 있다. 이 열차에 한해 이나자와 역에도 추가 정차한다. 차량은 117계 전동차로 운전되는 경우에 운전 시간이 조금 더 길어진다. 또한 아침에는 다케토요 선으로부터의 직통 열차도 있는데, 이쪽은 다케토요 선 내에서도 쾌속 운전을 한다. 특별쾌속이나 신쾌속과는 달리, 하마마쓰 방면으로는 직통하지 않는다.(차내의 정차역표에는 하마마쓰 역까지 기재되어 있으나, 열차의 설정은 없다.)

### 보통
각역에 정차한다. 낮중에는 1시간당 기후 - 나고야 - 오부 구간에 네 편, 오부 - 오카자키 구간에 세 편, 오카자키 - 도요하시 구간에 두 편이 운전되고 있다. 도요하시 - 오카자키 구간에서는 야간에 보통을 대신해 구간 쾌속이 운전된다. 기후·나고야·가리야·오카자키에서 쾌속 열차와의 완급 결합이 이루어진다. 아침저녁으로는 가마고리에서도 이루어진다. 나고야 - 기후 구간의 소요 시간은 메이테쓰 나고야 본선의 뮤스카이나 쾌속특급·특급보다 짧다.
하행 열차에서는 도요하시에서 쾌속 열차 발차 4분 전에 발차하는 경우에, 서쪽의 니시코사카이 역에서 통과를 기다린다.
4량 편성의 운전이 주체이나, 러시 아워 시간대에는 6·8량 편성의 운전도 있으며, 야간에는 2량 편성 운행도 존재한다. 오가키 발착 열차는 이른 아침이나 심야에 한해서 운전되나, 오가키 차량구에의 입출고나 기후 역에 충분한 유치선이 없는 경우에는 오가키 또는 호즈미 역까지 회송되는 열차도 있다.
기본적으로는 기후 역에서 도요하시 역까지 운전되나, 일부 열차는 하마마쓰까지도 운전된다. 시즈오카 지구로의 운행에 관해서는 현재의 상행선에는 나고야 지구로부터 하마마쓰 이동으로의 직통(도요하시 - 시즈오카·누마즈 방면은 제외)은 없다. 그러나 하행선에서는 시즈오카 - 기후 구간을 운행하는 열차가 아침에 두 편, 기쿠가와 - 오카자키·나고야 구간(전자는 평일, 후자는 토요일과 공휴일)을 운행하는 열차가 아침에 한 편, 가케가와 - 기후 구간을 운행하는 열차가 일일 세 편(평일) 또는 아침저녁으로 각각 한 편(토요일과 공휴일)이 존재한다. 다만 기본적으로는 시즈오카 차량구의 열차가 아닌, 오가키 차량구의 열차가 운전된다.
낮중의 오가키 - 마이바라 구간에서 오리카에시(일본어: 折り返し, 역에서 바로 열차의 행선을 반대로 바꾸는 운전)가 이루어지나, 토요일이나 공휴일에는 평일보다도 오가키 이동 나고야 방면으로의 직통 운전의 시간대가 길어진다. 이 구간의 차량은 117계 전동차를 중심으로 운전된다. 심야의 마이바라 행과 익일 아침 오리카에시로 오가키까지 운전하는 열차에는 특급형 전동하인 373계 전동차가 운전된다. 또한, 보통열차용 기획 승차권인 청춘 18 티켓(ja)의 사용 기간에는 증결되는 경우가 있다. 한편, 이른 아침의 하행(교토·오사카 방면)괴 야간의 상행(오가키 방면)에는 마리바라 역부터 비와코 선이라는 애칭을 가진 도카이도 본선 교토 역 방면으로 직통하는 열차가 3왕복 설정되어 있으며, JR 서일본의 221계 전동차나 223계 전동차 또는 225계 전동차가 운전된다. 이들 열차들도 게이한신 방면의 신쾌속과 접속되는 그림을 보이고 있다.
오가키 - 미노아카사카 구간의 미노아카사키 지선에서는 대부분 하루 종일 오리카에시 운전이 이루어지나, 하행 시발 열차(평일에 한함)만은 나고야 방면으로의 직통 운전을 하고 있다. 주로 313계 전동차 300번대 2량 편성으로 운전된다. 이용객이 적지 않으므로 원맨 운전은 이루어지지 않고 있다.

### 운행 횟수
하루 중의 각 구간의 시간당 운전 횟수는 아래와 같다. 또한 나고야 - 마이바라 구간에서는 특급 열차가 운전되는 시간대도 있다.
| 종별＼역명 | 종별＼역명 | 도요하시    | …           | 오카자키    | 오카자키    | …           | 오부        | 오부        | …           | 기후        | 기후 | … | 오가키 | 오가키 | …   | 마이바라 | 운행 횟수 |
| ---------- | ---------- | ----------- | ----------- | ----------- | ----------- | ----------- | ----------- | ----------- | ----------- | ----------- | ---- | - | ------ | ------ | --- | -------- | --------- |
| 운행 범위  | 신쾌속     | 통과역 있음 | 통과역 있음 | 통과역 있음 | 통과역 있음 | 통과역 있음 | 통과역 있음 | 통과역 있음 | 통과역 있음 | 통과역 있음 |      |   |        |        |     |          | 2회       |
| 운행 범위  | 쾌속       | 통과역 있음 | 통과역 있음 | 통과역 있음 | 통과역 있음 | 통과역 있음 | 통과역 있음 | 통과역 있음 | 통과역 있음 | 통과역 있음 |      |   |        |        |     |          | 2회       |
| 운행 범위  | 보통       |             |             |             |             |             |             |             |             |             |      |   |        |        |     |          | 2회       |
| 운행 범위  | 보통       |             |             |             |             |             |             |             |             |             |      |   |        |        | 1회 |          |           |
| 운행 범위  | 보통       |             |             |             |             |             |             |             |             |             |      |   |        |        | 1회 |          |           |
| 운행 범위  | 보통       |             |             |             |             |             |             |             |             |             |      |   |        |        | 2회 |          |           |

- 일부 시간대에는 쾌속 한 편이 오가키에서 마이바라 역으로 직통하여, 오가키 - 마이바라 구간은 보통이 한 편으로 줄어든다.
- 미노아카사카 지선은 보통이 두 시간에 한 편씩 운전된다.

### 도요하시·마이바라에서의 접속
도요하시 역에서의 하마마쓰 방면과 나고야 방면의 열차와의 저복은, 양자의 운전 시간 폭이 다르기 때문에, 상당히 오래 기다려야 한다.
마이바라 역에서는 비와코 선(교토·오사카 방면)의 하행 신쾌속이나 보통열차에 원칙적으로는 같은 플랫폼에서 접속된다. 비와코 선의 신쾌속으로의 접속은, 2008년 3월 다이어 개정시부터 지금까지의 낮 시간대 약 20분 정도로부터 수분 정도로 단축된 한편으로 보통열차(다카쓰키 이서에서는 쾌속)에는 약 15분만에 접속된다. 상행선인 오사카·교토 방면에서의 접속은 신쾌속에 관해서, 분할 및 병합 편성이 이루어지는 경우가 있어 같은 플랫폼에서 갈아탈 수 없는 경우가 많다.

## 사용 차량
이번 절에서는 보통이나 일반 쾌속열차의 사용 차량에 대해서 기술한다. 홈 라이너의 사용 차량에 대해서는 #홈 라이너를 참조하라. 아래의 차량들 중 기동차라고 표시되지 않은 모든 형식은 전동차이다. 도카이도 본선 나고야 지구에서의 최대 편성(문라이트 나가라의 임시화 이후)량수는 8량이며, 러시 아워 시간대에 한해서는 주오 본선의 열차에서 10량 편성도 볼 수 있다.

### 현재 운용되는 차량

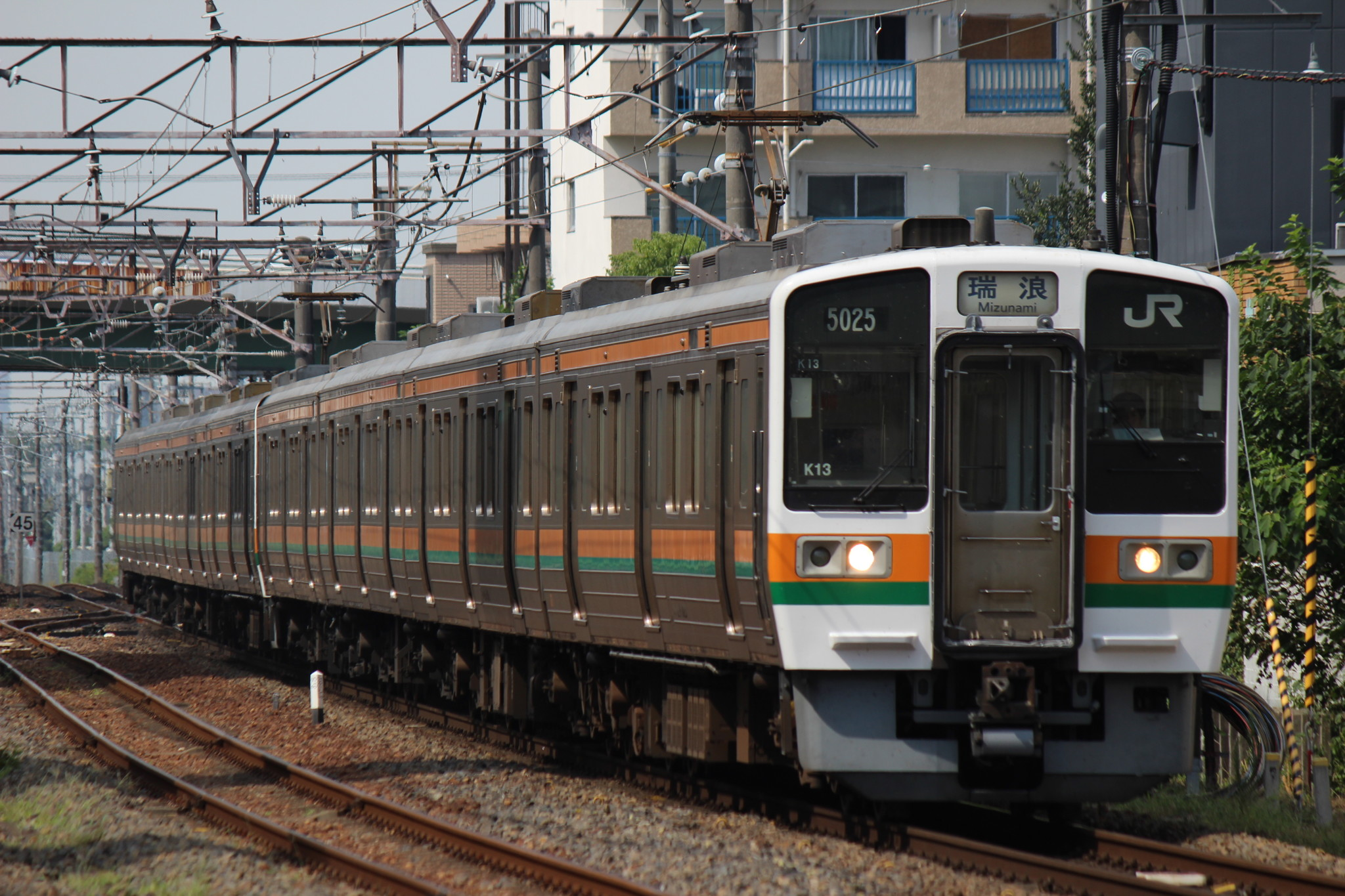
211계
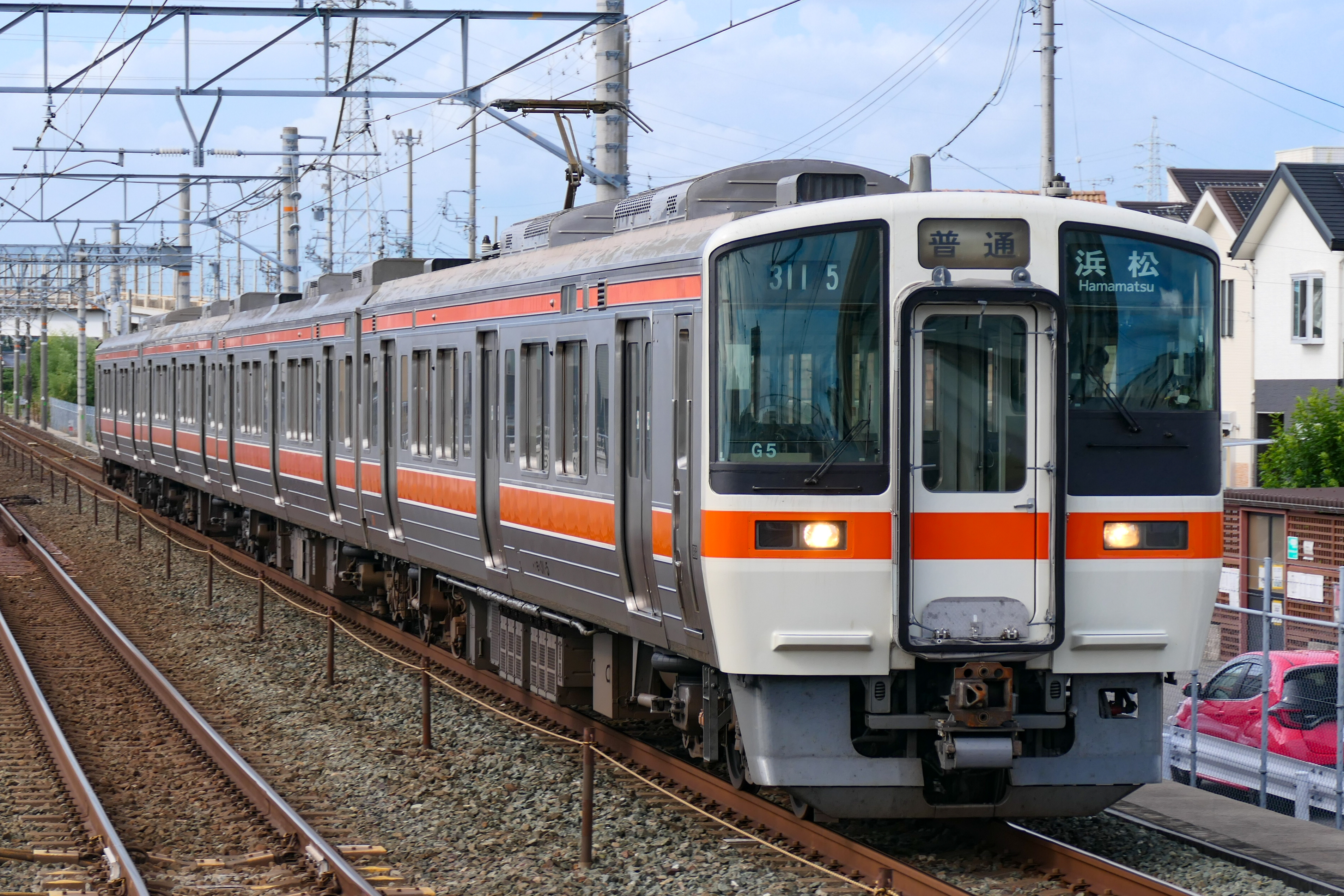
311계
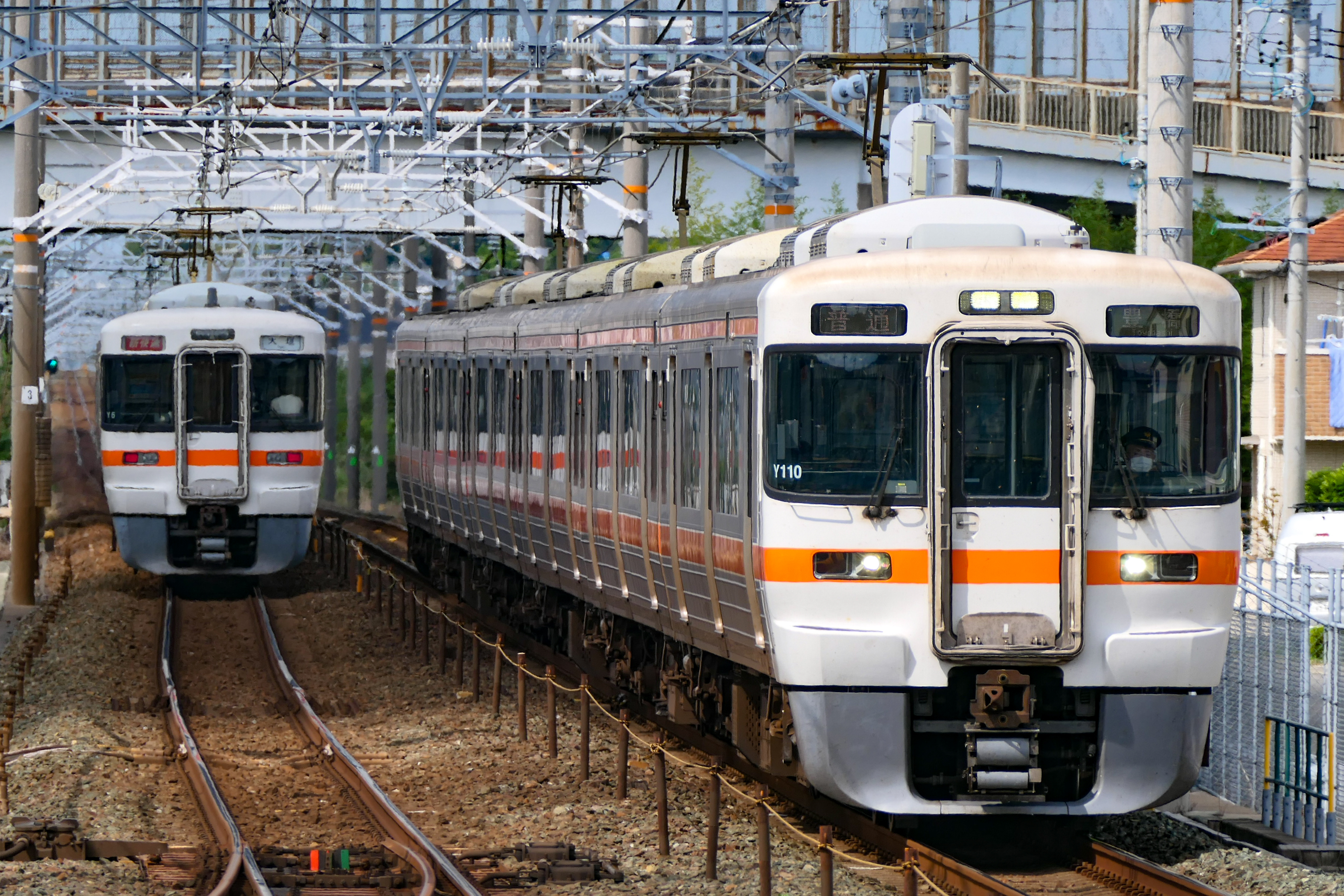
313계
키하 75형 기동차

117계
오가키 차량구의 열차가 사용되며, 오가키 - 마이바라 구간의 보통이나 러시 아워 시간대에는 일부 신쾌속이나 쾌속에 운용되고 있다. 1999년 12월의 다이어 개정 전까지는 쾌속으로서 널리 사용되었다. 2010년 7월 이후, 313계 4차차의 투입으로 인하여 일부 운용이 311계나 313계로 옮겨졌다. 현재의 운전 구간은 오카자키 - 마이바라 구간이다.
211계
화장실과 세미 크로스시트가 구비된 0번대가 보통열차를 중심으로 운용되고 있다. 과거에는 311계나 313계 0번대와 병결되어 운행하였지만 2011년 4월 현재에는 4량 편성으로 단독 운용되고 있다. 2011년 9월에 진료 차량구로 전출되었다. 2006년 10월 다이어 개정 전까지는 화장실이 없고 롱시트가 구비된 5000번대도 오가키 차량구에 배치되어 보통 열차를 중심으로 운용되었으나, 개정 이후 시즈오카 차량구로 전속되었다.
213계
평일의 아침에 한해 2+2+2의 6량 편성으로 나고야 - 기후 구간에서 쾌속으로의 운용이 1왕복 설정되어 있다. 2비차로 전 편성에 화장실이 없으며, 낮에는 나고야 역의 유치선에 유치되어 있다. 진료 차량구에 배치되어있으나, 1999년 12월까지는 오가키 전차구(현재의 오가키 차량구)에 배치되어, 도카이도 본선의 보통 열차로도 사용되고 있다.
311계
도카이도 선의 보통열차를 주체로, 러시 아워 시간대에는 일부 신쾌속이나 쾌속·구간쾌속으로 운용되고 있다. 이전에는 일부가 특별쾌속으로도 사용되었다. 주요한 운전 구간은 도요하시 - 마이바라 구간이나, 하마마쓰나 가케가와 또는 하루 1왕복으로 시즈오카까지도 운행된다. 시즈오카 역으로의 운행은 1999년 12월의 다이어 개정때부터 시작되어, 2006년 9월까지는 2왕복으로 운전되었다. 그 중 한 편은 낮에 운전되었다. 2010년 3월부터는 하행 두 편이 되었다. 또한, 211계 0번대와 311계 0번대, 300번대와의 병결 운용도 있다. 과거에는 임시쾌속 나이스 홀리데이 오미지(일본어: ナイスホリデー近江路)로 호쿠리쿠 본선 나가하마 역까지도 운전되었었다.
313계가 등장하면서부터 이 계열은 신쾌속으로 사용되고 있다.
313계
시즈오카 이서(5000번대는 하마마쓰 이서)구간에서 보통열차나 각종 쾌속열차로 사용되고 있다. 5000번대를 제외한 211계·213계·311계와의 병결 운전도 있다. 미노아카사카 지선에는 대부분이 본 계열로 차장이 탑승한 2량 편성으로 운전되고 있다.
373계
하마마쓰 - 도요하시 구간과 오가키 - 마이바라 구간에서 일부 보통열차나 홈 라이너로 운전되고 있다.
키하 75형 기동차
비전철화 노선인 다케토요 선에 직통하는 쾌속이나 구간쾌속·보통(아침 또는 심야)에 사용되고 있다. 2015년의 다케토요 선 전철화로 이 구간에서는 모습을 감추게 된다.
키하 25형 기동차
키하 75형과 같이 다케토요 선에 직통하는 열차로 사용된다. 또한, 나고야 발 도카이도 본선 상행 마지막 열차인 오부 행 보통에도 이 계열이 사용된다. 이 때문에 나고야 - 오부 구간은 도카이도 본선에서 유일하게 추가요금이 필요 없이 기동차 열차에 승차할 수 있는 구간이 되었다. 2011년 3월에 운용을 개시하였으며, 키하 75형처럼 2015년의 다케토요 선 전철화에 따라 이 구간에서 더 이상 볼 수 없다.
서일본 여객철도 221계·223계 1000·2000·6000번대·225계 0번대
밤에 오사카·교토 방면에서 직통하는 오가키 행과, 다음날 아침에 오가키 발 교토·오사카 행 방면의 각 세 편의 열차에 사용된다. 직통 운용에는 아보시 종합 차량소 소속의 열차가 4 또는 6량편성의 열차가 사용된다. 한편, 승무훈련의 경우에는 221계나 223계는 나고야까지, 225계는 오와리이치노미야까지도 운행된다.
- 211계
- 311계
- 313계
- 키하 75형 기동차

### 과거에 운용되었던 차량
이 절에서는 JR 발족 후까지 사용되었던 차량에 대해서만 기술한다.
113계
도요하시 - 오가키 구간에서는 1999년 12월 다이어 개정 전까지, 오가키- 마이바라 구간에서는 2004년 10월 다이어 개정 전까지 사용되었다. 보통열차 외에 일부 쾌속열차에도 사용되었다가, 1999년 12월의 개정 이후로는, 오가키 - 마이바라 구간의 보통 열차로 JR 서일본의 아보시 종합 차량소 소속 차량이 사용되었다. 또한, 1999년 개정 전까지는 시즈오카 운전소(현재의 시즈오카 차량구)소속의 차량이 최장 마이바라까지도 운전되었는데, 그 중에는 마이바라 발 아타미 행으로 도카이도 본선 중 JR 도카이가 관리하는 전 구간을 주행하는 장거리 보통 열차가 한 편 설정되어 있었다. 이 열차에는 시즈오카 운전소 소속의 3량 편성이 사용되었는데, 어떤 날에는 편성 중에 화장실이 없는 경우도 있었다.
165계
1996년 3월 다이어 개정 전까지는 아침에 오가키 - 마이바라 구간에서 1왕복으로 설정되었었다. 이것은 오가키행 야행(문라이트 나가라 등)과의 연결 열차로 사용되었다. 또한 문라이트 나가라 등장 후에도 최번성기를 중심으로 임시의 오가키 야행(문라이트 나가라 91·92호의 전신)으로서 운용되기도 하였다.
키하 58계 기동차·키하 40계 기동차
1999년까지는 러시 아워 시간대에 다케토요 선에 직통하는 쾌속으로 사용되었다.

## 도카이도 본선 주쿄권 쾌속 열차 연혁

### 도카이도 본선의 개통
- 1886년 3월 1일 : 주쿄권 최초의 철도로 현재의 다케토요 선과 도카이도 본선에 해당하는 다케토요 - 아쓰타 구간이 개통되다.
- 1887년 4월 1일 : 아쓰타 - 오가키 구간이 개통되다.
- 1888년 9월 1일 : 오부 - 하마마쓰 구간이 개통되다.
- 1889년 7월 1일 : 세키가하라 - 후카야 구간(폐선) - 나가오카(현재의 오미나가오카역) - 오쓰(현재의 제제역)구간을 최후로, 도카이도 본선의 신바시 - 고베 구간이 개통되다.

### 쾌속열차의 탄생
- 1896년 9월 1일 : 신바시 - 고베 구간에 국철 최초의 급행열차가 설정된다. 급행열차로서 현대와는 사뭇 달리 특급요금을 장수하지 않았으며, 이것이 현대에까지 이어지는 주쿄권 쾌속열차의 창시로 볼 수 있다. 이 열차는 나고야 - 기후 구간을 무정차로 통과하여, 이 구간을 보통 열차가 약 1시간에 이어주는데 반해 겨우 43분만에 이 구간을 주파하였다. 상행인 나고야 - 도요하시 구간에서도 이 열차는 아쓰다·오부·오카자키에만 정차하여, 보통 열차가 약 2시간을 걸려 운행하는 것을 1시간 48분만에 주파하였다.
- 1907년 3월 : 1906년에 급행요금제가 도입되어, 그 대체로 신바시 - 시모노세키 구간을 보통 열차가 하마마쓰 이서에서 쾌속 운전을 한다. 나고야 - 오사카 구간의 이동에 걸맞은 다이어로, 전술한 나고야 - 기후 구간에서는 오와리이치노미야 외에는 정차하지 않아 50분만에 나고야 - 기후 구간을 주파할 수 있었다.
- 1926년 8월 15일 : 도쿄 - 나고야 구간과 나고야 - 고베 구간에 1왕복씩 현재의 장거리 쾌속 열차에 해당하는 준급행열차가 설정된다.
- 1930년 10월 1일 : 도요하시 - 나고야 구간에 3왕복의 준급열차가 신설된다. 가장 빠른 열차는 이 구간을 아쓰다·가리야·오카자키에만 정차하여 70분만에 연결하였다. 한편, 당시의 특급열차 후지는 같은 구간을 60분, 보통열차는 약 2시간만에 이어주었다. 이것은 3년 전에 진구마에 - 요시다(현재의 도요하시 역)구간을 전부 통과하는 아이치 전기 철도에의 대항으로서 고안된 것이다. 또한, 나고야 - 오가키 구간에도 오와리이치노미야·기후에만 정차하는 쾌속열차가 네 편 신설되어, 나고야와 기후를 45분만에 이어주었다.
- 1934년 12월 1일 : 나고야 - 오가키 구간을 주행하는 쾌속열차 3왕복이 폐지되어, 남은 2왕복은 비와지마·기요스에도 정차하게 된다. 그러나 무정차 1왕복에 관해서는 나고야 - 기후 구간의 소요 시간이 36분정도로, 정차역이 늘어난 열차도 이 구간의 소요 시간이 45분정도로 유지되었다. 도요하시 - 나고야 구간에서는 도쿄 직통의 1왕복을 제외한 쾌속 열차가 사라졌으나, 보통 열차의 소요 시간은 약 90분에서 100분정도로 속도가 향상되었다.
- 1940년 10월 1일 : 도요하시 - 나고야 구간의 쾌속열차 1왕복과 나고야 - 오가키 구간의 쾌속열차 2왕복이 폐지된다.
- 1943년 10월 1일 : 최후로 남은 나고야 - 오가키 구간의 쾌속열차 1왕복이 사라져, 전전의 우등 열차가 모두 폐지되었다.

### 전후의 연혁
- 1947년 1월 4일 - 4월 25일 : 급행열차가 전폐된 이상사태로 인해, 그 대체로서 주요역에 정차하는 보통열차가 도쿄 - 모지·하카타 구간을 1왕복 운행했다. 그러나 소요시간은 각역정차 열차와 비교해서 큰 변화가 없었다.
- 1950년 10월 1일 : 도요하시 - 나고야 구간에 쾌속열차 5왕복, 나고야 - 오가키 구간에 쾌속열차 8왕복이 부활한다(나고야 - 기후 구간은 6월부터 임시로 6왕복 운전). 도요하시 - 나고야 구간은 당시 메이테쓰 특급이 80분을 걸려서 운행하던 것을 70분으로, 나고야 - 기후 구간에서는 메이테쓰 특급이 44분 걸려서 운행하던 것을 36분으로, 당시의 장거리 급행열차와 동등한 속도로 주파하였다. 이 열차에는 쾌속열차라는 헤드마크가 부착되어 있었다.
- 1955년 7월 20일 : 도카이도 본선의 도쿄 - 마이바라 구간이 전철화되어, 80계(쇼난 전차)가 이 구간을 달리는 많은 보통열차에 사용되었다. 이 전동차를 사용한 보통열차는 증기기관차가 견인하는 쾌속열차보다 더욱 빨랐기 때문에(나고야 - 기후 구간을 최고속도 29분에 주파), 도요하시 - 나고야 - 오가키 구간의 쾌속열차는 이 때 폐지되었다.
- 1971년 4월 26일 : 도카이도 신칸센의 개통으로 도카이도 본선에 여유가 생기게 되어, 주쿄권의 운송에 급행형 차량인 153계를 사용하여, 도요하시 - 오가키 구간에서 쾌속 3왕복이 시범적으로 신설되었다.
- 1972년 3월 15일 : 도카이도 본선의 쾌속은 하루에 12편으로, 시간당 한 편 꼴이었다. 당시의 최고속도는 110km/h로, 소요시간은 도요하시 - 나고야 구간이 54-55분, 나고야 - 기후 구간이 22-23분(신칸센 개통 전의 준급 이부키와 같은 소요 시간)으로, 나고야 - 기후 구간에서는 이 시점에서 메이테쓰 특급을 리드하였다. 그러나 이 당시의 도카이도 본선의 열차는, 낮중에는 쾌속이나 보통이 시간당 각각 한 편 씩으로 설정되어 있던 상황으로, 당시 도요하시를 기준으로 특급(특급요금 불필요)이 시간당 네 편, 준급이 시간당 한 편이었던 메이테쓰 나고야 본선에 비해서, 또한 운행 횟수의 측면에서도 열세였다. 차량은 153계 8량 편성(일부가 쿠하 165형을 포함하고 있었다. 후에 155계·159계도 더해졌다)이 기본으로, 도요하시부터 이다선의 급행 이나로 쓰인 165계를 병결한 12량 편성도 운전되었다.[7]
- 1982년 5월 17일 : 117계 6랸 편성으로 구성된 쾌속열차 9편이 투입되어 도카이 라이너(일본어: 東海ライナー)라는 이름으로 운행했다. 운전 횟수는 쾌속이나 보통과 비슷한 시간당 한 편으로, 종래와 비슷했다.
- 1986년 11월 1일 : 경영과 노사관계의 악화로 국철의 분할 민영화가 결정되었다. 이 날에 '기차로부터 전차로'를 슬로건으로 내세운 국철 최후의 다이어 개정이 실시되었다. 민영화를 전제로 한 다이어로, 쾌속과 보통이 증발되었다. 낮 시간대에는 쾌속이 시간당 두 편, 보통은 시간당 네 편에서 여섯 편 정도였다. 또한 이 때, 시티 라이너(일본어: シティライナー)라는 애칭으로 211계 0번대가 8량 편성으로 두 편성 투입되었으며, 117계도 전두차를 증비하여 4량 편성 18편성이었다.

### 도카이 여객철도 발족 이후
- 1987년 4월 1일 : 도카이 여객철도(JR 도카이)가 발족한다. 회사 발족시에 이 구간을 도카이도 신칸센 다음으로 중요한 경영 기반으로서 서비스의 향상을 목표로 하였으며, 메이테쓰와의 본격적인 경쟁이 시작되었다.
- 1989년 3월 11일 : 새로운 열차 종별인 신쾌속이 가마고리(일부는 오카자키 역) - 오가키 구간에 신설되어 신쾌속과 쾌속이 상호 30분 간격으로 운행되어, 양방이 15분 간격으로 교행하였다. 또한 보통열차도 증발되어, 이 개정 이후에는 쾌속과 보통이 모두 시간당 네 편이 운행되었다.
- 1989년 7월 9일 : 가나야마 역이 개업하였다. 주오 본선과 나고야 시 교통국 지하철 메이조 선상에 이미 존재했던 가나야마 역의 위치를 메이테쓰의 가나야마바시 역에서 이전하고, 동시에 도카이도 본선의 역도 신설했다. 이 개정으로 311계를 신조한 신쾌속이 집중적으로 투입되었다. 311계가 사용된 열차는 최고속도를 120km/h까지 낼 수 있어, 신쾌속의 소요 시간은 오카자키 - 나고야 구간에서 28분, 나고야 - 기후 구간에서 18분(하행 열차)이 되었다. 또한 이른 아침이나 심야에는 오카자키 - 도요하시 구간에서 각역정차를 하는 그린 쾌속(후의 구간쾌속)이 신설된다.
- 1990년 3월 10일 : 신쾌속이 도요하시 - 오가키 구간까지 연장되어, 이 구간에서의 신쾌속과 쾌속의 운행 간격이 15분이 되었다. 또한 쾌속열차는 마이바라와 하마마쓰까지 연장 운행하는 열차가 늘었다(신쾌속은 도요하시 - 나고야 구간에서 49분이 소요되었으나 1993년 3월의 다이어 개정에서는 48분으로 단축되었다). 이 개정까지 311계의 투입이 완료되어(4량 1편성 15편성), 신쾌속은 311계로, 쾌속은 117계로 구별되었다.
- 1991년 3월 16일 : 아침 러시 아워 시간대의 기후 - 나고야 구간에 쾌속이 증발된다. 또한, 저녁 러시 아워 시간대에도 신쾌속이 증발된다.
- 1996년 3월 16일 : 다이어 개정으로 보통의 오와리이치노미야에서의 대피를 없애 나고야 - 기후 구간의 소요 시간은 24-26분(메이테쓰 특급과 동등)으로, 메이테쓰를 완전히 앞질러가게 된다.
- 1999년 12월 4일 : 나고야 역의 신역 빌딩인 JR 센트럴 타워즈의 개장을 맞아 다이어 개정이 이루어진다. 313계가 신조되어 쾌속 계통의 열차레 집중적으로 투입된다. 새로운 종별인 특별쾌속이 신설되어, 주로 통근 시간대에 운행된다. 동시에 이 시간대의 쾌속 열차는 신쾌속으로 격상된다. 또한 새로이 고다·호즈미·니시기후가 쾌속열차(특별쾌속·신쾌속·구간쾌속을 모두 포함한다. 고다 역은 신쾌속과 쾌속의 일부가 정차한다)의 정차역이 되고, 보통열차는 기후 역에서 오리카에시를 하게 된다. 특별쾌속의 일부는 이다선에 직통 운전하여, 도요카와·신시로 방면에서 나고야로의 통근 운송의 개선을 목적으로 하게 된다. 도요카와 역에서는 인접한 나고야 철도 도요카와 선의 도요카와이나리 역이 존재했기 때문에, 그것과 경쟁을 벌이게 된다. 그 한편으로 낮에는 오가키 - 마이바라 구간과 도요하시 - 하마마쓰 구간에서의 계통 분할이 이루어진다. 동시에 다케토요 선에 키하 75형을 투입하여 특별쾌속에 속행하여 다케토요 - 나고야 구간에 구간쾌속을 신설하여(이른 아침이나 심야의 도카이도 본선에도 설정된다), 병행하는 나고야 철도 고와 선과 경쟁하게 된다. 한편, 313계의 고출력과 120km/h의 정속도 제어기능을 활용하기 위해, 도카이도 본선 내의 소요 시간을 최단으로 하여 도요하시 - 나고애 구간을 47분(특별쾌속, 표정속도 92km/h)으로, 나고야 - 기후 구간을 17분(하행 열차에 한함. 17분 45호로 표정 속도 102km/h)로 단축되었다.
- 2001년 10월 1일 : 특별쾌속의 일부 열차를 하마마쓰까지 연장 운행한다. 도요하시 역 구내에서 포인트 제어를 받지 않은 열차의 소요 시간을 최대 속도로 도요하시 - 나고야 구간을 45분(특별쾌속, 표정속도 97km/h)로 단축한다. 311계가 특별쾌속의 운용에서 물러난다.
- 2005년
  - 1월 8일 : 도요하시 - 가나야마·나고야 구간에서 싼값의 왕복할인티켓 나고야 왕복 티켓·도요하시 왕복 티켓(일본어: 往復割引きっぷ「名古屋往復きっぷ」・「豊橋往復きっぷ」)(평일용 1,800엔·토요일과 공휴일용 1,500엔)의 판매를 개시한다. 이 승차권에 500엔을 더하면 도요하시 - 나고야 구간의 신칸센 보통차 자유석을 이용할 수 있었다. 이것에 대항하여 메이테쓰에서도 2월 1일부터 같은 구간에 2장 회수권 나고야 특별할인2(일본어: 2枚回数券「なごや特割2」)(평일용 1,800엔·도요일과 공휴일용 1,500엔)을 설정하였다.
  - 10월 1일 : 나고야 왕복 티켓과 도요하시 왕복 티켓의 범위를 도요하시 존(후타가와·도요하시·도요카와) - 나고야 시내(나고야·신모리야마·하루다)까지 확대한다. 그리고 신시로 존(모토나가시노·신시로) - 나고야 시내 구간에서 적용되는 왕복할인티켓 나고야 왕복 티켓, 신시로·모토나가시노 왕복 티켓(일본어: 往復割引きっぷ「名古屋往復きっぷ」・「新城・本長篠往復きっぷ」)(평일용 1,900엔·토요일과 공휴일용 1,600엔)의 판매를 개시했다. 이 승차권에 500엔을 더하면 도요하시 - 나고야 구간의 신칸센 보통차 자유석을 이용할 수 있었다. 메이테쓰에서는, 특별이 이것에 대한 대응은 없었다.
- 2006년 10월 1일 : 다이어 개정이 이루어졌다. 새로 313계 5000번대를 투입하여 데이타임의 쾌속계 열차를 4량 1편성에서 6량 1편성으로 증강하고, 아침의 도요하시 발 나고야 방면의 쾌속계 열차를 8분 간격으로 운전하고, 차량의 증결이나 러시 아워 시간대의 쾌속계 열차를 10분 간격으로 운행하고 다케토요 선 직통 열차의 증발이 리우어졌으며 홈 라이너 열차의 재검토등이 실시되었다. 한편, 이다선 직통 쾌속은 전폐되었다. 차량은 쾌속계 열차가 5000번대가 메인이 된 313계로, 보통은 313계·311계·211계 0번대(120km/h까지 대응)으로 3비차 크로스 시트로 통일되어, 속도 향상은 물론 승차성과 좌석 서비스 향상의 양립이 완성되었다. 그러나 데이타임에는 정차 시간이 15초도 안되는 역이 있어, 정시성이 개정 전보다 떨어졌다.
- 2008년 3월 15일 : 통근 시간대에 쾌속 열차가 증발되었다.
- 2009년 3월 14일 : 야행열차 문라이트 나가라가 임시 열차화되어, 이른 아침이나 심야의 쾌속 열차가 증발되었다.
- 2010년 3월 13일 : 운전 시간과 정차 시간의 재검토가 이루어졌다. 낮 시간대의 신쾌속은 나고야 - 도요하시 구간에서의 소요 시간이 47분에서 50분이 되었고, 상행 중 절반의 쾌속열차의 기후 → 나고야 구간의 소요 시간이 18분에서 20분으로 늘었다. 이 영향으로 데이타임의 하행선 보통열차는 니시코사카이 역에서 쾌속 열차를 대피하지 않아도 되었고, 정시성이 향상되어 불편한 점이 사라졌다.

## 역 목록
- 영업 거리는 도카이도 본선의 기점인 도쿄역을 기준으로 한다.
- 정차역 목록은 #운행 형태를 참조.

| 억번호 | 역명             | 일본어 역명 | 접속 노선 | 역간 거리 (km) | 누적 거리 (km) | 소재지          | 소재지          | 소재지          |            |          |
| ------ | ---------------- | ----------- | --- | -------------- | -------------- | --------------- | --------------- | --------------- | ---------- | -------- |
| CA 42  | 도요하시         | 豊橋        | 도카이도 신칸센 도카이도 본선(하마마쓰 방면) 나고야 철도 나고야 본선 도요하시 철도 아쓰미 선(신토요하시 역)·아즈마다 본선(에키마에 역)                                                                           | 4.8            | 293.6          | 아이치현        | 도요하시시      | 도요하시시      |            |          |
| CA 43  | 니시코자카이     | 西小坂井    | | 4.8            | 298.4          | 아이치현        | 도요카와시      | 도요카와시      |            |          |
| CA 44  | 아이치미토       | 愛知御津    | 3.7 | 302.1          |                | 아이치현        | 도요카와시      | 도요카와시      |            |          |
| CA 45  | 미카와오쓰카     | 三河大塚    | 3.1 | 305.2          | 가마고리시     | 가마고리시      |                 |                 |            |          |
| CA 46  | 미카와미야       | 三河三谷    | 3.1 | 308.3          | 가마고리시     | 가마고리시      |                 |                 |            |          |
| CA 47  | 가마고리         | 蒲郡        | 나고야 철도 가마고리 선 | 2.3            | 가마고리시     | 가마고리시      | 310.6           |                 |            |          |
| CA 48  | 미카와시오쓰     | 三河塩津    | 나고야 철도 가마고리 선(가마고리케이바조마에 역) | 2.3            | 가마고리시     | 가마고리시      | 312.9           |                 |            |          |
| CA 49  | 산가네           | 三ヶ根      | | 2.6            | 315.5          | 누카타군 고타정 | 누카타군 고타정 | 누카타군 고타정 |            |          |
| CA 50  | 고다             | 幸田        | 3.0 | 318.5          |                | 누카타군 고타정 | 누카타군 고타정 | 누카타군 고타정 |            |          |
| CA 51  | 아이미           | 相見        | 3.1 | 321.6          |                | 누카타군 고타정 | 누카타군 고타정 | 누카타군 고타정 |            |          |
| CA 52  | 오카자키         | 岡崎        | 아이치 환상 철도 아이치 환상 철도선 | 4.3            | 325.9          | 오카자키시      | 오카자키시      |                 |            |          |
| CA 53  | 니시오카자키     | 西岡崎      | | 4.2            | 330.1          | 오카자키시      | 오카자키시      |                 |            |          |
| CA 54  | 안조             | 安城        | 3.6 | 333.7          | 안조시         | 안조시          |                 |                 |            |          |
| CA 55  | 미카와안조       | 三谷安城    | 도카이도 신칸센 | 2.6            | 안조시         | 안조시          | 336.3           |                 |            |          |
| CA 56  | 히가시카리야     | 東刈谷      | | 1.8            | 338.1          | 가리야시        | 가리야시        |                 |            |          |
| CA 57  | 노다신마치       | 野田新町    | 1.6 | 339.7          |                | 가리야시        | 가리야시        |                 |            |          |
| CA 58  | 가리야           | 刈谷        | 나고야 철도 미카와 선 | 1.9            | 341.6          | 가리야시        | 가리야시        |                 |            |          |
| CA 59  | 아이즈마         | 逢妻        | | 1.9            | 343.5          | 가리야시        | 가리야시        |                 |            |          |
| CA 60  | 오부             | 大府        | 다케토요 선 | 3.0            | 346.5          | 오부 시         | 오부 시         |                 |            |          |
| CA 61  | 교와             | 共和        | | 3.0            | 349.5          | 오부 시         | 오부 시         |                 |            |          |
| CA 62  | 미나미오다카     | 南大高      | 2.3 | 351.8          | 나고야시       | 미도리구        |                 |                 |            |          |
| CA 63  | 오다카           | 大高        | 1.8 | 353.6          | 나고야시       | 미도리구        |                 |                 |            |          |
| CA 64  | 가사데라         | 笠寺        | 나고야 임항 철도 도코 선(화물선) | 3.2            | 나고야시       | 356.8           | 미나미구        |                 |            |          |
| CA 65  | 아쓰타           | 熱田        | | 4.0            | 나고야시       | 360.8           | 아쓰타구        |                 |            |          |
| CA 66  | 가나야마         | 金山        | 주오 본선 나고야 철도 나고야 본선 나고야 시 교통국 지하철 메이조 선 | 1.9            | 나고야시       | 362.7           | 나카구          |                 |            |          |
| CA 67  | 오토바시         | 尾頭橋      | (주오 본선의 역은 설치되어 있지 않다) | 0.9            | 나고야시       | 363.6           | 나카가와구      |                 |            |          |
| CA 68  | 나고야           | 名古屋      | 도카이도 신칸센 주오 본선·간사이 본선 나고야 시영 지하철 히가시야마 선 나고야 임해 고속 철도 니시나고야코 선(아오나미 선) 나고야 철도 나고야 본선(메이테쓰 나고야 역) 긴키 닛폰 철도 나고야 선(긴테쓰 나고야 역) | 2.4            | 나고야시       | 366.0           | 나카무라구      |                 |            |          |
| CA 69  | 비와지마         | 枇杷島      | 도카이 교통 사업 조호쿠 선 | 4.0            | 370.0          | 기요스시        | 기요스시        |                 |            |          |
| CA 70  | 기요스           | 清洲        | 3.8 | 373.8          | 이나자와시     | 이나자와시      | 기요스시        |                 |            |          |
| CA 71  | 이나자와         | 稲沢        | 3.3 | 377.1          | 이나자와시     | 이나자와시      |                 |                 |            |          |
| CA 72  | 오와리이치노미야 | 尾張一宮    | 나고야 철도 나고야 본선·비사이 선(메이테쓰 이치노미야 역) | 6.0            | 383.1          | 이치노미야시    | 이치노미야시    |                 |            |          |
| CA 73  | 기소가와         | 木曽川      | | 5.5            | 388.6          | 이치노미야시    | 이치노미야시    |                 |            |          |
| CA 74  | 기후             | 岐阜        | 다카야마 본선 나고야 철도 나고야 본선·가가미가라 선(메이테쓰 기후 역) | 7.7            | 396.3          | 기후현          | 기후시          | 기후시          |            |          |
| CA 75  | 니시기후         | 西岐阜      | | 3.2            | 399.5          | 기후현          | 기후시          | 기후시          |            |          |
| CA 76  | 호즈미           | 穂積        | 1.6 | 402.3          | 미즈호시       | 미즈호시        | 기후시          | 기후시          |            |          |
| CA 77  | 오가키           | 大垣        | 도카이도 본선 지선(#미노아카사카 지선) 요로 철도 요로 선 다루미 철도 다루미 선 | 7.7            | 410.0          | 기후현          | 오가키시        | 오가키시        |            |          |
| CA 78  | 다루이           | 垂井        | | 8.1            | 418.1          | 기후현          | 오가키시        | 오가키시        | 후와군     | 다루이정 |
| CA 79  | 세키가하라       | 関ヶ原      | (우회선 '신타루이 선'과의 합류점) | 5.7            | 423.8          | 기후현          | 세키가하라정    |                 | 후와군     |          |
| CA 80  | 가시와바라       | 柏原        | | 5.7            | 423.8          | 기후현          | 시가현          | 마이바라시      | 마이바라시 |          |
| CA 81  | 오미나가오카     | 近江長岡    | 4.3 | 435.2          |                | 기후현          | 시가현          | 마이바라시      | 마이바라시 |          |
| CA 82  | 사메가이         | 醒ヶ井      | 4.6 | 439.8          |                |                 | 시가현          | 마이바라시      | 마이바라시 |          |
| CA 83  | 마이바라         | 米原        | 도카이도 신칸센 도카이도 본선(비와코 선, 교토 방면) 호쿠리쿠 본선 오미 철도 본선 | 6.1            | 445.9          |                 | 시가현          | 마이바라시      | 마이바라시 |          |

### 미노아카사카 지선
- 여객 열차는 모든 여객역에 정차한다.
- 모든 시설이 기후 현 오가키 시에 소재한다.
- 선로 : ∥ : 복선, ∨ : 여기부터는 단선, ｜ : 단선(교행 불가능)

| 역명                | 일본어 역명  | 접속 노선                                                        | 역간 거리 (km) | 누적 거리 (km) | 선 로 |
| ------------------- | ------------ | ---------------------------------------------------------------- | -------------- | -------------- | ----- |
| 오가키              | 大垣         | 도카이도 본선(본선 구간) 요로 철도 요로 선 다루미 철도 다루미 선 | -              | 0.0            | ∥     |
| 미나미아라오 신호장 | 南荒尾信号場 | (본선과의 분기점)                                                | 3.1            | 3.1            | ∨     |
| 아라오              | 荒尾         |                                                                  | 3.4            | 7.5            | ｜    |
| 미노아카사카        | 美濃赤坂     | 세이노 철도 이치하시 선(화물선)                                  | 1.6            | 9.1            | ｜    |

## 같이 보기
- 도카이도 선
- 신쾌속
- 특별쾌속
- 나고야 철도 나고야 본선
- 메이테쓰 특급